# Sady Dolne

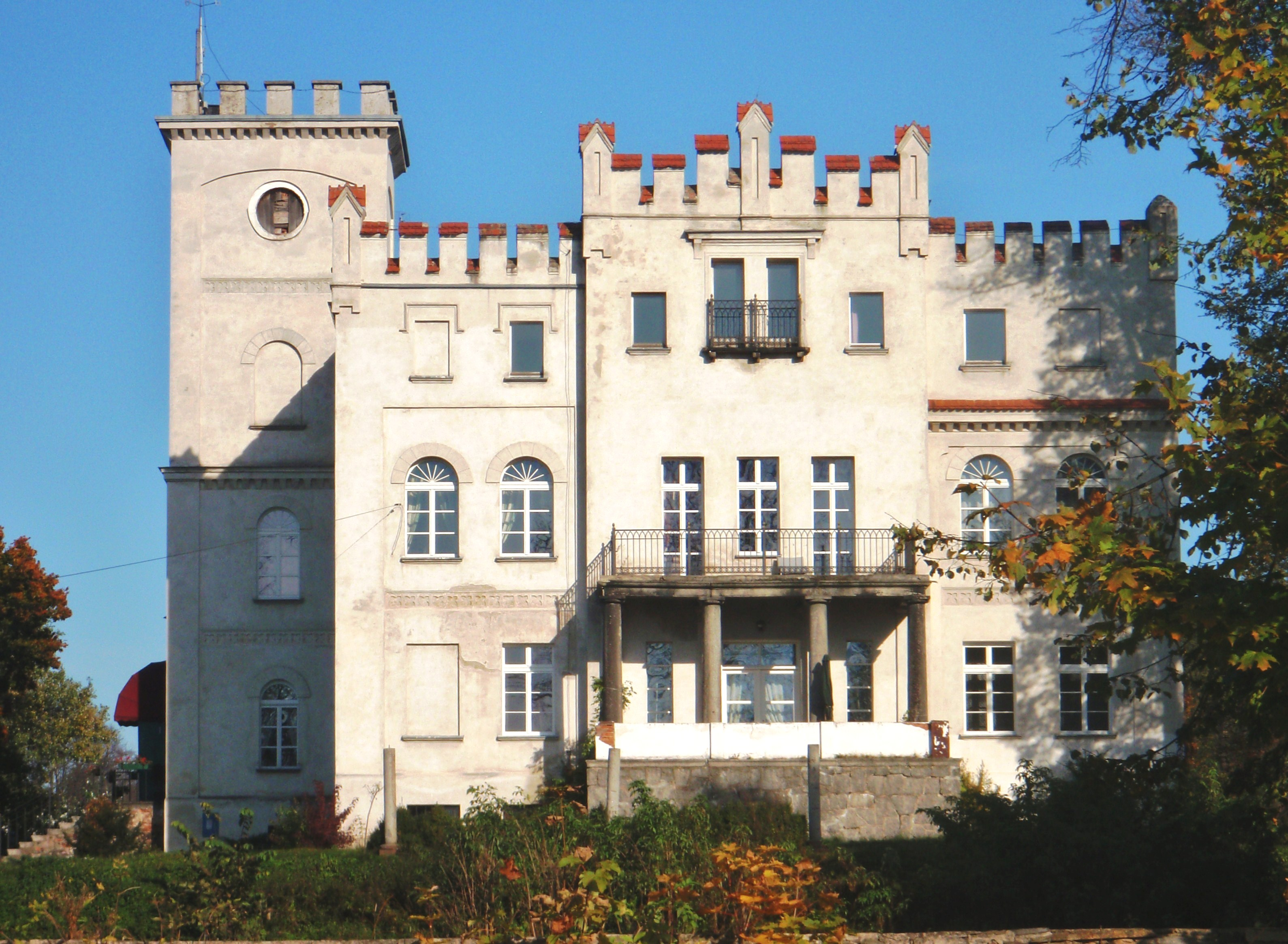
Schloss Nieder Baumgarten

Sady Dolne (deutsch Nieder Baumgarten) ist ein Ort in der Stadt- und Landgemeinde Bolków (Bolkenhain) im Powiat Jaworski in der Woiwodschaft Niederschlesien in Polen.

## Lage
Sady Dolne liegt ca. acht Kilometer südöstlich von Bolków (Bolkenhain). Nachbarorte sind Wolbromek (Wolmsdorf) im Nordwesten, Wierzchosławice (Würgsdorf) im Südwesten, Sady Górne (Ober Baumgarten) im Süden, Bronówek und Pietrzyków (Hohenpetersdorf) im Osten.

## Geschichte
„Nedir Baumgarthen“ wurde erstmals 1397 erwähnt. Das Gebiet gehörte zum Herzogtum Schweidnitz-Jauer, das nach dem Tod des Herzogs Bolko II. von Schweidnitz 1368 erbrechtlich an die Krone Böhmen gefallen war, wobei Bolkos II. Witwe Agnes von Habsburg bis zu ihrem Tod 1392 ein Nießbrauch zugestanden hatte. Besitzer waren lange die Herren von Tschirnhaus. Nach dem Ersten Schlesischen Krieg fiel Nieder Baumgarten 1742 mit dem größten Teil Schlesiens an Preußen und wurde in den Kreis Bolkenhain eingegliedert, mit dem es bis zu seiner Auflösung 1932 verbunden blieb. 
1845 bestand Nieder Baumgarten im Besitz des jüdischen Bankiers Lippmann aus 77 Häusern, 608 Einwohnern (davon 32 katholisch und der Rest evangelisch), eine evangelische Schule, eine katholische Majoratskirche (später zu Ober Baumgarten), ein herrschaftliches Wohnhaus, drei herrschaftliche Vorwerke, zwei Wassermühlen, zwei Windmühlen, 26 Leinwebstühle, 20 Handwerker und sieben Händler. Zum Ort gehörte die Kolonie Heinzenwalde mit 94 evangelischen Einwohnern.
Im Rahmen einer preußischen Kreisreform wurde der Landkreis Bolkenhain 1932 aufgelöst und Nieder Baumgarten 1932 dem Landkreis Landeshut und 1933 dem Landkreis Jauer zugeschlagen. 
Als Folge des Zweiten Weltkriegs fiel Nieder Baumgarten 1945 mit fast ganz Schlesien an Polen und wurde in Sady Dolne umbenannt. Die deutsche Bevölkerung wurde, soweit sie nicht schon vorher geflohen war, 1945/46 vertrieben. Die neu angesiedelten Bewohner waren teilweise Zwangsumgesiedelte aus Ostpolen, das an die Sowjetunion gefallen war. 1975–1998 gehörte Sady Dolne zur Woiwodschaft Jelenia Góra. 

## Sehenswürdigkeiten
- Schloss Nieder Baumgarten mit Landschaftspark[2]